# Biathlon-Weltcup 2028/29
Der Biathlon-Weltcup (offiziell: BMW IBU World Cup Biathlon) soll zwischen dem 22. November 2028 und dem 18. März 2029 zum 52. Mal ausgetragen werden.
Saisonhöhepunkt sollen die Biathlon-Weltmeisterschaften sein, die vom 6. bis 18. Februar am Holmenkollen in Oslo ausgetragen werden.

## Übersicht

### Wettkampfkalender
Die Saison beginnt voraussichtlich am 22. November im schwedischen Östersund. Nach mehrjähriger Pause finden erstmals seit der Saison 2023/24 wieder Läufe in Nordamerika statt. Der Weltcup in den USA wird auch im Hinblick auf die Winterspiele 2034 in Utah im Skistadion von Soldier Hollow ausgetragen. Das Saisonfinale findet einmalig in Kanada in Canmore statt. Keine Berücksichtigung hingegen finden in dieser Saison Kontiolahti und das estnische Otepää.
|  |

| Le Grand-Bornand |

| Pokljuka |

|  |

|  |

| Nové Město |

| Oberhof |

| Östersund |

| Oslo |

|  |

| Le Grand-Bornand |

| Pokljuka |

|  |

|  |

| Nové Město |

| Oberhof |

| Östersund |

| Oslo |

| Hochfilzen |

| Pokljuka |

| Ruhpolding |

| Antholz |

| Hochfilzen |

| Pokljuka |

| Ruhpolding |

| Antholz |

| Soldier Hollow |

| Canmore |

| Soldier Hollow |

| Canmore |

| 1                                                              | 22.–26. November           | Schweden           | Östersund               | Östersunds skidstadion                   |
| 2                                                              | 29. November – 3. Dezember | Österreich         | Hochfilzen              | Langlauf- und Biathlonzentrum Hochfilzen |
| 3                                                              | 6.–10. Dezember            | Frankreich         | Annecy-Le Grand-Bornand | Stade de Biathlon Sylvie Becaert         |
| 4                                                              | 29.–31. Dezember           | Slowenien          | Pokljuka                | Biatlonski stadion Pokljuka              |
| 5                                                              | 3.–7. Januar               | Tschechien         | Nové Město na Moravě    | Vysočina Arena                           |
| 6                                                              | 10.–14. Januar             | Deutschland        | Ruhpolding              | Chiemgau-Arena                           |
| 7                                                              | 17.–21. Januar             | Italien            | Antholz                 | Südtirol Arena                           |
| 6. bis 18. Februar 2029 – Biathlon-Weltmeisterschaften in Oslo |                            |                    |                         |                                          |
| 8                                                              | 21.–25. Februar            | Deutschland        | Oberhof                 | Lotto Thüringen Arena am Rennsteig       |
| 9                                                              | 7.–11. März                | Vereinigte Staaten | Midway                  | Soldier Hollow                           |
| 10                                                             | 14.–18. März               | Kanada             | Canmore                 | Canmore Nordic Centre                    |